# Kanaat van de Kazachen
Het kanaat van de Kazachen (Kazachs: Қазақ хандығы, Qazaq handyğy, Russisch: Казахское ханство) was de naam van een nomadische tribale federatie van de Kazachen in West-Siberië en Centraal-Azië, die bestond sinds het midden van de 15e eeuw en in de 19e eeuw door de Russische tsaren geleidelijk werd ontbonden. Tussen 1917 en 1920 vormde het grondgebied van de Kazachse kanaat de basis van de Kazachse staat Autonoom Alasj.

## Reikwijdte en stamstructuur
In die tijd besloeg het Kazachse kanaat in wezen al het gebied van het huidige Kazachstan. Het Kazachse kanaat had haar wortels voornamelijk in de voormalige heerschappijen van de Witte Horde en de Orda-Horde. Een deel van haar noordelijke grondgebied was kort onder het kanaat Sibir.
Omdat de Kazachen overwegend nomaden waren, had het Kazachse kanaat, net als alle Centraal-Aziatische nomadische rijken uit het verleden, geen vaste en duidelijk gedefinieerde grenzen. De kan van dit gebied was van Dzjengisidische afkomst. Bovendien behoorden de Kazachse nederzettingsgebieden in het huidige Xinjiang en Mongolië tot het territorium van het kanaat. Het kanaat oefende ook een losse heerschappij uit over de Kazachse gebieden, die zich tegenwoordig in Rusland (kraj Altaj en republiek Altaj) en in Oezbekistan (voornamelijk Karakalpakstan) bevinden.
Aangezien het Kazachse kanaat echter werd geleid door nomaden en gevormd door hun oorlogszuchtige stamtradities, werd de heerschappij van de kan als buitengewoon kwetsbaar beschouwd. Al in 1518 werd het kanaat verdeeld in drie deelheerschappijen. Leden van de prinselijke familie, die zichzelf vanwege hun afkomst ook wel kans noemden, werden er ingezet. In de 18e eeuw leidden deze deelgebieden tot de Oudere, Middelste  en Jongere Horde, waarvan sommige vijanden van elkaar waren en autonoom handelden.
In de 18e eeuw werd de islam bij de Kazachen geïntroduceerd via de Wolga-Tataren, Basjkieren en Nogaj. Dit bracht een verandering teweeg binnen de stamstructuren van de drie hordes: alleen een heerser die zijn familie kon afleiden van Dzjengis Khan en zijn opvolgers mocht zich kan noemen. Zijn heerschappij heette het kanaat. De vorige begs droegen nu de titel emir en mochten hun heerschappij een emiraat noemen. De islamisering van de Kazachen was echter slechts oppervlakkig, en sjamanistische tradities werden gecultiveerd en in stand gehouden.

## Geschiedenis
De geschiedenis van het Kazachse volk begint rond het jaar 1400. In die tijd regeerde een zekere Koirigaq Oglun (r. ca. 1394-1422) onder de Centraal-Aziatische steppenomaden. Deze werd beschouwd als een Dzjengisied en een (vermeende) zoon van Urus Khan, en kwam uit de West-Siberische Orda-Horde. De familie van Koirigaq ontleende hun afstamming van de Mongoolse prins Orda Khan. Als alternatief wordt aangenomen dat de Koirigaqs afstammen van Toqa Timur.
Volgens Timuridische bronnen werd Koirigaq Oglun door Timur Lenk († 1405) in Siberië tot kan benoemd om de onhandelbare kans van de Gouden Horde aan de Wolga op hun plaats te zetten.

### Verzet tegen Abu'l-Chair
Al Koirigaq's zoon Boraq Khan (r. 1422-1428) werd in 1428 vermoord door Abu'l-Chair, de voorouder van het latere Oezbeekse kanaat, met de hulp van de Nogaj Waqqas Bej. Abu'l-Chair wilde een strak geleid islamitisch rijk vestigen, dat ook de noordelijke steppenomaden moest omvatten.
Nadat hij rond 1456 een nederlaag leed tegen de Oirat-Mongolen scheidden zich sommige groepen zich af van Abu'l-Chair. Deze afvallige stammen verwierpen de islam en wilden autonoom blijven, in overeenstemming met de oude tradities van de steppenomaden. De zonen van Boraq, Kerei (ook: Girai) en Janibek (ook: Janibeg) verhuisden samen met hun clans en de rest van hun entourage naar het naburige Moghulistan. Daar plaatsten de twee prinsen zich onder de bescherming van de toen regerende Chagatai-kan Yunus (r. 1462-1487). Als vazallen van de Chagatai-dynastie organiseerden ze het verzet tegen het Oezbeekse kanaat. In 1468 keerden Kerei en Janibek terug naar de oude stamgebieden. Samen versloegen en doodden ze de Oezbeekse heerser Abu'l-Chair in een veldslag ten noorden van de Syr Darja.
Pas omstreeks 1500 wist Abu'l-Chairs kleinzoon Mohammed Shaybani († 1510) de afvallige gebieden voor korte tijd voor zijn dynastie terug te winnen. In feite bleef zijn macht echter beperkt tot een klein deel van de stammen, en bleef de heerschappij van Koirigaq's opvolgers over de noordelijke steppen intact.

### Oprichting van het Kazachse kanaat
Toen Mohammed Shaybani in het begin van de 16e eeuw de Syr Darja overstak om ten zuiden daarvan zijn eigen dynastie te stichten, bleven grote delen van de steppe-nomaden onder de afstammelingen van Koirigaq in de noordelijke steppen.
In 1509 vestigde een van de zonen van Janibek, Qasym, zijn eigen heerschappij met het Kazachse kanaat, en werd uiteindelijk onafhankelijk van de Shajbaniden-dynastie die in het zuiden heerste. De Shajbaniden waren de eersten die de naam Oezbeken aannamen, waarmee ze het Oezbeekse kanaat vestigden. De onder Qasym verenigde steppenomaden kenden nauwelijks enig staatssysteem en daarom was zijn heerschappij buitengewoon onstabiel. De echte macht berustte bij de clans, geleid door hun beks en batyrs, die de kan steunden of tegen hem optraden.
Nadat Qasym Khan in 1518 stierf werden drie deelheerschappijen gevestigd op basis van het Kazachse kanaat. De korte eenheid van de Kazachen viel na slechts negen jaar uiteen, omdat de deelgebieden elkaars vijanden waren en vochten om de heerschappij in de steppen. De heersers van de drie deelgebieden stamden af van de Dzjengisiden of beweerden althans van hen af te stammen. Ten slotte had Qasym's zoon Haqq Nazar (r. 1538-1580) de overhand, en hij herenigde de drie gebieden tot één enkel kanaat.
Onder de kans Tawakkul (r.1586-1598), Ishim (r.1598-1628) en Jangir (r.1628-1652) vormde het deels verenigde kanaat opnieuw een bedreiging voor de naburige Oezbeken. De Kazachen veroverden Tasjkent en de kan Tawakkul drong in 1598 door tot Boechara en Samarkand. Tegen het einde van de 16e eeuw waren de Kazachen een serieuze machtsfactor in Centraal-Azië geworden.

### Strijd tegen de Oirat-Mongolen
Aan het begin van de 17e eeuw vormden zich in West- Mongolië de Oirat-Mongolen. Onder Khara-Khula (r.1619-34) en Khungtaiji Batur (r.1634-53) vestigde de deelstam der Dzjoengaren het Dzjoengaars kanaat aan de Emil-rivier en de Altaj, waarvan de grondleggers afstamden van de Dzjengisiden.
Dit nieuwe steppenrijk stond onder sterke invloed van het boeddhisme. Hoewel de Kazachen onder Tawakkul en hun buren al eerder nederlagen hadden geleden tegen dit oorlogszuchtige volk, drongen de Oirat-stammen, zoals de Kalmukken onder Khu Urluk († 1643), nu uit alle macht naar het westen en werd de situatie steeds moeilijker. Zo vochten Ishim en in 1643 zijn zoon Jangir in 1635 tevergeefs tegen de Dzjoengaren, en vervolgens werd hun dominantie over de meeste Oudere Horde- clans vastgelegd.

### Strijd tegen de Dzjoengaren
Pas onder Tauke, ook bekend als Tyawka, (r. 1680-1715) konden de Jongere, Midden- en Oudere Horde herenigd werden. In plaats van het nomadische gewoonterecht introduceerde hij een geschreven wet, de Sheti Sharghy. Tauke had vertegenwoordigers in alle drie de hordes en controleerde hun zaken. Hij ontving ambassadeurs van het tsaristische Rusland (1694) en tussen 1681, 1695 en opnieuw in 1710 had hij verschillende keren te maken met de Dzjoengaren aan de Syr-Darja. Zo oordeelde Tauke in 1698 over de ambassadeurs van de Dzjoengaarse kan Tsewangrabtan (r. 1697-1727) en leed een militaire nederlaag in de daaropvolgende confrontatie. Desondanks werd hij beschouwd als een machtige regionale vorst die nog steeds in staat was de Dzjoengaren tegen te houden.
Tauke's opvolger, Kaip Khan, werd door de stamvertegenwoordigers slechts met tegenzin gekozen. De tijd van het "grote ongeluk" brak aan, dwz. van voortdurende aanvallen door de Dzjoengaren. In 1716 trok een leger van de Dzjoengaren van de Ili-rivier naar het Balkasjmeer, waar ze in het voorjaar van 1718 de gecombineerde Kazachse stammen aan de Ajagos-rivier versloegen. In 1718 was Tauke's zoon Bolat niet langer in staat het Kazachse kanaat bij elkaar te houden. Ondanks grote bedreigingen van buitenaf viel het weer uiteen in de drie hordes. Deze hordes, ook wel jüz genoemd, werden veroverd door de Russen en ten onrechte aangeduid als de "Kleine Kirgizische Horde", "Midden-Kirgizische Horde" en de "Grote Kirgizische Horde", aangezien ze de benaming Kirgiezen ook  gebruikten voor de Kazachen, om hen te onderscheiden van de Slavische Kozakken, wiens naam vergelijkbaar klonk.
De voortdurende invallen, moorden en deportaties van de Dzjoengaren, door het hele land tot aan de Syr-Darja, leidden rond 1723-1725 bijna tot de ondergang van het Kazachse volk. Om aan de druk van de Dzjoengaren te ontsnappen namen de Kazachse vorsten twee belangrijke beslissingen. In 1728 werden de Kazachse nomaden tijdelijk herenigd onder leiding van een kan genaamd Abu'l-Hayr (1717-1748). Ten tweede onderwierpen de heersers van de drie hordes zich in 1731-1742 vrijwillig aan het Russische Keizerrijk. Op deze manier kon Rusland haar invloedssfeer relatief vreedzaam uitbreiden en met forten beveiligen. Aan de andere kant hielp het de Kazachen, totdat de Chinese Qing-dynastie het Dzjoengaarse kanaat tussen 1754 en 1759 elimineerde, en Centraal-Azië werd gepacificeerd. Voordien, tussen 1740 en 1742, leidden interne rivaliteiten tot een laatste succesvolle aanval door de Dzjoengaren. Ze versloegen Abylai Khan, verwoestten de regio Syr Darja en bereikten de Russische grens.

### Na de Dzjoengaarse heerschappij
Abylai Khan was sinds zijn nederlaag tegen de Dzjoengaren in 1740-1742 een vazal van de Mongolen. Nadat hun rijk in 1758/59 door troepen van de Qing-dynastie was uitgeschakeld, moest hij de aanspraken van China afwijzen voordat hij de eenheid van de Kazachen op zijn minst schijnbaar kon herstellen. Hij probeerde te manoeuvreren in verschillende, voornamelijk diplomatieke aangelegenheden tussen het Russische Rijk en China. De facto had Abylai met beiden een vazalrelatie. Aldus werd zeven jaar later door keizerin Catharina II zijn titel "kan" bevestigd.

### Oprichting van de Bökey-Horde
Door tussenkomst van de Tataren, Basjkieren en Nogaj werd het Kazachse kanaat geïslamiseerd. Deze islamisering was echter zeer oppervlakkig, en vele oude heidense tradities bleven levend. De 18e en 19e eeuw worden algemeen beschouwd als het tijdperk van de totale desintegratie van de Kazachen. Zo werd de Kleine Horde verschillende keren in tweeën gesplitst. De verschillende clanleiders aarzelden niet om buitenlandse hulp in te roepen tegen de kan. Zo stichtte een kleinzoon van Abu'l-Hayr, de moslim Bökey Khan (r.1812-1815) in het begin van de 19e eeuw zijn eigen Horde. De reden was dat Bökey de verkiezing als kan van de Kleine Horde niet haalde en in plaats daarvan de zoon van Abylai, Vali Khan (r. 1781-1818/9), werd gekozen. Maar al in 1795 ontving de tsarina Catharina van verschillende clanleiders talloze klachten over Vali Khan. In 1806 werd een tribunaal bijeengeroepen, en tsaar Alexander I stelde voor om Bökey naast Vali aan te stellen als de tweede kan van de Kleine Horde.

### Koloniale heerschappij en natievorming
Tussen 1822 en 1848 werd het voorheen losse Russische protectoraat vervangen door direct bestuur in alle vier de hordes; dat wil zeggen in de drie traditionele hordes en de Bökey-Horde. Dit bestuur werd met name bemand door Kazan-Tataren. Zo werd de traditionele macht van de Kazachse kans geleidelijk verbroken.
Desondanks bleven de Kazachen aanvankelijk vrijgesteld van militaire dienst, en behielden hun gewoonterecht en lokale raden van oudsten. De voortschrijdende kolonisatie en immigratie van Russen en Oekraïners belemmerde echter de traditionele manier van leven. Het was de kerk verboden om te bekeren onder de Kazachen. Desalniettemin werd door de Russische regering begonnen, de traditioneel in nomadenom levende Kazachen onder staatsdwang te laten settelen. De weidegronden die ze niet langer nodig hadden werden aan Slavische kolonisten gegeven. Er braken snel anti-Russische opstanden uit: tussen 1783 en 1870 in totaal acht. Twee van deze, uiteindelijk mislukte, opstanden vonden plaats onder de kleinzonen van Abylai Khan: Sarshan Kasymov (vanaf 1825, 1831/34) en Kenizari (r.1837-46/47).
Met het verval van de Kazachse feodale adel begonnen nationale ideeën, die door intellectuele Kazan-Tataren in de generaal-gouvernementen Turkestan en Steppen werden verspreid, zich te doen gelden. De Kazachen behoorden niet meer tot individuele stammen of vorsten, maar waren nu verbonden met een moderne natie die voortkwam uit taal en traditionele cultuur.

## Lijst van heersers
- Koirijaq Oglun (ca. 1394-1422)
- Boraq Khan (1422-1428)
- Kerei Khan (ca. 1428-1459p.)
- Janibek Khan (ca. 1440-1480; mederegeerder)
- Muryndyq Khan (1480/88-1509/11)
- Qasym Khan (1480/1511-1518)
- Mimas Khan (1518-1523)
- Tahir Khan (1523-1530/33)
- 1526, uiteenvallen:
  - Togim Khan (1526-1538; zuidelijk gebied)
  - Boydas Khan (1526-1538; Oostelijk Territorium)
  - Uziaq Ahmad Khan (1526-1535; noordelijk gebied)
- Ak Nazar Khan (1538-1575/80)
- Shigai Khan (1575/80-1582)
- Tawekel Khan (1575 / 86-1598; sinds 1586 kan van alle Kazachen)
- Jesim Khan (1598-1628/35)
- Jangir Khan (1628-1652)
  - Ablaigirim (1628-1636; † ca. 1650)
- Batyr (1652-1680)
- Tawke Khan (1680-1715, † 1718)
- Kaip Khan (1715-1718)
- na 1718 is er een splitsing in Jongere Horde, Middelste Horde en Oudere Horde:
  - Bolat Khan (1698/1718-1731)
  - Aboe'l-Hayr (1717/28-1748)
  - Sjah Mohammed (1719-1734)
    - Abu'l Muhammad (1729/31-71)
    - Abylai (1731/71-81)
    - Sirim Batyr en Nurali (1748 ev.)

- Library of Congress Control Number: n2017048989
- Nationale Bibliotheek van Israël: 987009293905305171
- Virtual International Authority File: 2204150325571410090007